# Эду, Бонифасио
Бонифасио Эду Ндонг (англ. Bonifacio Edu N'Dong; род. 3 июня 1969) — экваториальногвинейский легкоатлет, выступавший в беге на короткие дистанции. Участник летних Олимпийских игр 1996 года.

## Биография
Бонифасио Эду родился 3 июня 1969 года.
В 1996 году вошёл в состав сборной Экваториальной Гвинеи на летних Олимпийских играх в Атланте. В беге на 100 метров в 1/8 финала занял последнее, 9-е место, показав результат 11,87 и уступив 1,48 секунды попавшему в четвертьфинал с 3-го места Андрею Федориву из России. В эстафете 4х100 метров сборная Экваториальной Гвинеи, за которую также выступали Понсиано Мбомио, Касимиро Асуму Нзе и Густаво Энвела, в четвертьфинале заняла 5-е место, показав результат 45,63 и уступив 6,65 секунды попавшей в полуфинал с 3-го места команде Сьерра-Леоне.